# عبد الله بن عثمان بن جبلة
أبو عبد الرحمن عبد الله بن عثمان بن جبلة بن أبي رواد الأزدي العتكي المروزي. الشهير بعبدان، (145 هـ - 221 هـ) أحد العلماء ومن رواة الحديث عند أهل السنة والجماعة.
كان إمام أهل الحديث ببلده وروى عنه أئمة عصره، وكان بإحدى عينيه بياض. ولاه عبد الله بن طاهر قضاء جوزجان فاحتال حتى أعفي. ومات وليس له عقب فورثه أخوه شاذان. وقع من السطح عند صلاة الفجر إلى سطح إلى سطح آخر ثم وقع على الدار على جرة فانكسرت يده ورجله وجنبه. توفي يوم الإثنين عند صلاة الظهر لخمسة أيام بقين من شعبان سنة إحدى وعشرين ومائتين. وحمل بعد صلاة العصر وفرغ من دفنه بعد صلاة المغرب. قال ابن ناصر الدين: تصدق بألف ألف درهم في حياته. وقال الذهبي: كان ثقة أماماً.

## شيوخه وتلاميذه
- شيوخه ومن روى عنهم:

سمع من شعبة بن الحجاج حديثا واحدا. ومن أبيه، وأبي حمزة محمد بن ميمون السكري، ومالك بن أنس، وعيسى بن عبيد الكندي، وعبد الله بن المبارك، وحماد بن زيد، ويزيد بن زريع، وخلق.
- تلاميذه ومن روى عنه:

البخاري، ومسلم، وأبو داود، والترمذي، والنسائي عن رجل عنه، وأحمد بن محمد بن شبويه، وأحمد بن سيار، ومحمد بن علي بن الحسن بن شقيق، وأبو الموجه محمد بن عمرو، والعباس بن مصعب، والقاسم بن محمد بن الحارث، وأبو علي محمد بن يحيى اليشكري المروزيون، ومحمد بن يحيى الذهلي، وعبيد الله بن واصل البخاري، ومحمد بن عمرو قشمرد، ويعقوب الفسوي، وخلق.